# Ждралови лете
Ждралови лете (рус. Летят журавли) је совјетски филм о Другом светском рату из 1960. Филм осликава суровост рата и штету нанету психи Совјета услед рата, који је у Совјетском Савезу био познат као Велики отаџбински рат.
Филм је продуцирао Мосфилму а режирао је совјетски редитељ рођен у Грузији Михаил Калатозов. Главне улоге тумаче Алексеј Баталов и Татјана Самојлова. Сценарио је написао Виктора Розова на основу своје представе.
Филм је освојио Златну палму на Канском фестивалу 1958, као једини совјетски филм који је освојио награду.

## Прича
У Москви, 22. јуна 1941, Вероника и њен дечко Борис посматрају како ждралови лете изнад града док Сунце излази, а затим се ушуњају назад у станове својих породица. Неколико сати касније, Борисов рођак Марк га буди са вестима да су Немци извршили инвазију.
Вероника убрзо сазнаје да се Борис добровољно пријавио у војску. Борис тражи од своје баке да Вероники поклони рођендански поклон, плишану играчку веверице („веверица“ је Борисово име од миља за Веронику) у коју убацује љубавну поруку. Вероника стиже прекасно да види Бориса у стану, али његова бака даје Вероники плишану веверицу. Вероника тражи Бориса на зборној станици, али не успева да га пронађе, јер он креће у рат.
Вероника остаје у Москви са родитељима, који су погинули у немачком ваздушном нападу који је уништио и њихову стамбену зграду. Борисова породица позива сада сироче Веронику да остане код њих.
Борис служи на фронту и упада у расправу са другим војником, Володјом, који му се руга због Вероникине фотографије. Њихов командант их хвата у борби и задаје им опасну извиђачку мисију. Борис спасава Володји живот, али Борис бива упуцан. У последњим тренуцима има визију венчања њега и Веронике које се никада неће десити.
По повратку у Москву, Борисов рођак Марк каже Вероники да је воли, али она верно чека Бориса. Вероника и Марк су сами у стану када се догоди још један ваздушни напад. Марк јој додаје, али она га одбија. Бесан што је одбијен, он је силује. Вероника и Марк се венчавају, али она га презире, а заузврат је презире породица која сматра да је она издала Бориса, за кога сви мисле (укључујући Веронику) да је још увек жив.
Да би избегла немачку офанзиву, породица је премештена у Сибир. Вероника ради као медицинска сестра у војној болници коју води Борисов отац Фјодор. Марк и Вероника су несретни у браку.
Када један војник у болници постане хистеричан након што је добио писмо да га је девојка оставила, Вероника жури по Фјодора. Она једва пропушта да међу новопридошлим рањеницима види Волођу, који треба да буде примљен у болницу, пре него што Фјодор каже да је болница пуна. Фјодор опомиње избезумљеног војника да заборави своју неверну и недостојну девојку. Вероника чује Фјодоров говор и узнемири се јер јој се чини да је и сама таква жена.
Обузета кривицом, Вероника покушава да се баци пред воз. Непосредно пре него што је покушала да се убије, она види дете које ће ударити ауто и спасава га. Дечак је одвојен од мајке, а зове се Борис. Вероника води дечака кући и тражи своју плишану веверицу од Бориса. Борисова сестра Ирина злобно одговара Вероники да Марк поклања играчку својој љубавници за њен рођендану. Вероника трчи на забаву, где је једна од званица на журки пронашла поруку коју је Борис сакрио. Вероника налази поруку и кроз нарацију Борис јој чита последњу нежну љубавну ноту.
Фјодор сазнаје да је Марк подмитио појединце како не би био позван у Црвену армију. Схвата да је Марк издао Русију и породицу и искористио Веронику. Фјодор избацује Марка, а Вероники породица опрашта што је издала Бориса. Дечак кога је спасила Вероника постаје део породице. Касније, Волођа, након што се опоравио, долази у потрагу за Борисовом породицом и саопштава им да је Борис мртав.
Године 1945. рат је завршен, а Вероника и Волођа шетају поред реке у Москви. Веома су блиски, али Вероника и даље одбија да верује да је Борис мртав пошто је Волођа и сам био повређен и никада није видео Бориса како умире. Када се Борисова јединица врати, Вероника носи огроман букет цвећа, намерава да му га поклони и тражи њега и његовог пријатеља Степана током прославе на железничкој станици. Вероника проналази Степана и коначно сазнаје да је Борис заиста мртав. У сузама она пролази кроз масу. Док Степан држи узбудљив говор, тврдећи да они који су погинули у рату никада неће бити заборављени, Вероника прелази са туговања на дељење цвећа војницима који су се вратили и њиховим породицама. Кад она подигне поглед, ждралови поново лете небом изнад Москве.

## Глумачка подела
- Татјана Самојлова као Вероника
- Алексеј Баталов као Борис
- Василиј Меркурјев као Фјодор Иванович
- Александар Шворин као Марк
- Светлана Харитонова као Ирина
- Константин Никитин као Волођа
- Валентин Зубков као Степан
- Антонина Богданова као бака
- Борис Коковкин као Тјернов
- Јекатерина Купријанова као Ана Михајловна

## Пријем и утицај
Како примећује Џозефина Вол, протагонисткиња Вероника је била кључна у обликовању постстаљинистичких совјетских филмова најављујући компликованије вишедимензионалне хероине и фокусирајући се на тему утицаја рата на обичне људе.
Није само совјетска публика прихватила и саосећала са Вероникином причом. Главна глумица Ждралова, Татјана Самојлова, коју су често поистовећивали са својом улогом, освојила је публику Европе. Након победе филма на Филмском фестивалу у Кану 1958. године, где је добио престижнуЗлатну палму, свет је прославио главног протагониста филма, а критичари су похвалили продукцију због задивљујуће кинематографије, глуме, режије и монтаже. Вол примећује да је француски коментатор Либератиона, на пример, са одобравањем супротставио чистоту и аутентичност главне глумице са Брижит Бардо. Самојлова се сећа да је добила сат од својих источнонемачких обожавалаца током тамошњег фестивала. На поклону је био натпис: „Коначно видимо на совјетском екрану лице, а не маску“.